# Воздвиженская церковь (Перелазы)
Воздвиженская церковь (Перелазский Свято-Воздвиженский древлеправославный кафолический восточный храм) — старообрядческая моленная старопоморского согласия, расположенная в деревне Перелазы, староство Упнинкай, Йонавского района, в Литве. Первый камень моленной заложен в 1694 году. Памятник архитектуры местного значения. Есть старообрядческое кладбище.

## История
Перелазская община появилась в XVIII веке. В конце XIX века часть прихожан приняла единоверие, но большая часть осталась староверами. В 1870 году из-за удара молнии сгорела крыша храма. В начале XX века в общине было около 500 человек. Сначала староверы были федосевцами, но в конце XIX века перешли в поморское согласие. В 1905 году на средства прихожан был отстроен храм. Во время Первой мировой войны большая часть прихожан были в эвакуации, но вскоре вернулись. В 1923 году в деревне Перелозай насчитывалось 37 староверских хозяйств (225 жителей). В 1937 община насчитывала 793 старообрядца. Во время Второй мировой войны немцы увезли собой церковные колокола. После войны многие староверы переселились в города. В 1984 году община лешилась регистрации.